# 金平区
金平区（きんへいく）は中華人民共和国広東省汕頭市に位置する市轄区。

## 歴史
2003年1月29日、升平区と金園区が合併し誕生した。

## 行政区画
12街道を管轄する
- 石炮台街道、金砂街道、東方街道、大華街道、光華街道、広廈街道、岐山街道、鮀蓮街道、鮀江街道、月浦街道、小公園街道、金東街道

## 交通

### 道路
- 高速道路
  -  汕昆高速道路
  -  潮汕環線高速道路（中国語版）
- 国道
  - G206国道（中国語版）
  - G228国道
  - G324国道